# 符騰堡的威廉
符騰堡的威廉（德語：Wilhelm von Württemberg，1828年7月20日—1896年11月5日），符騰堡王朝旁系成員，曾於1878年至1881年擔任奧屬波士尼亞和赫塞哥維納總督。

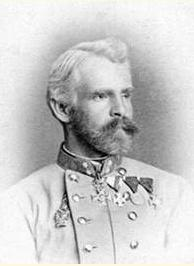
符騰堡的威廉

威廉是符騰堡的歐根公爵之子，母親海倫是霍恩洛厄家族成員。1891年威廉二世登基為符騰堡國王；由於王室（腓特烈一世的後裔）已無任何男性成員，威廉作為家族旁系成員成為了威廉二世的王儲。1896年，威廉於梅蘭（今義大利美拉諾）去世。